# Đền thờ Ai Cập

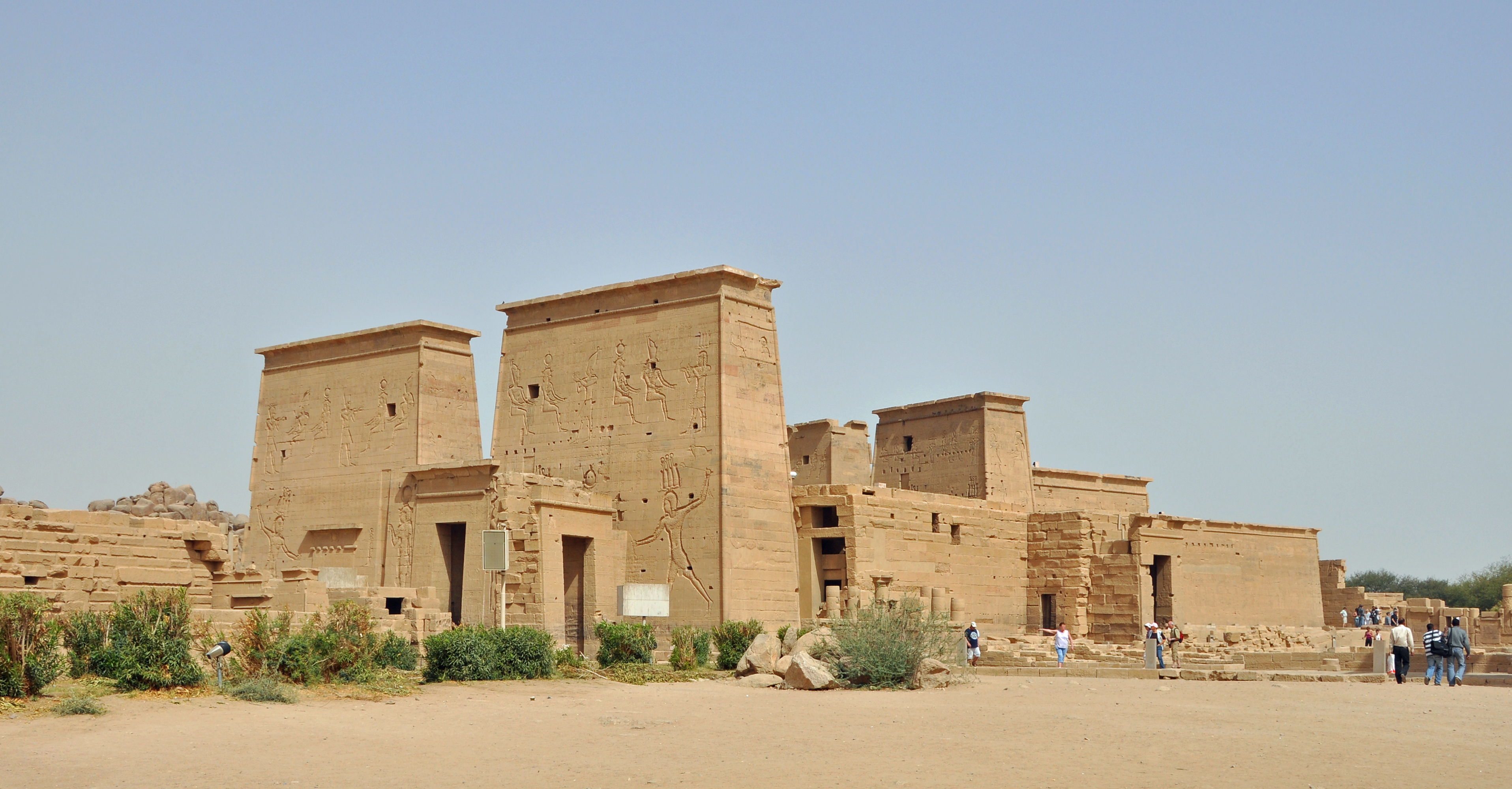
Đền thờ Isis ở Philae.

Đền thờ Ai Cập được xây dựng để thờ phụng các vị thần và các vị pharaon Ai Cập cổ đại và trong khu vực dưới sự kiểm soát Ai Cập. Những ngôi đền này được coi là nhà ở cho các vị thần, vị vua mà họ đã được dành riêng trong các đền thờ. Trong các ngôi đền này, người Ai Cập thực hiện một loạt các nghi lễ, các chức năng trung tâm của tôn giáo Ai Cập: cúng các vị thần, diễn lại các tương tác thần thoại của họ thông qua các lễ hội, và tránh các lực lượng hỗn loạn. Những nghi lễ này được xem là cần thiết cho các vị thần để tiếp tục duy trì Maat, thứ tự thiêng liêng của vũ trụ. Xây nhà ở và chăm sóc cho các vị thần đã là các nghĩa vụ của pharaoh, do đó dành riêng các nguồn lực phi thường để xây dựng và bảo dưỡng đền thờ. Trái với sự cần thiết, các pharaoh ủy thác nhiệm vụ nghi lễ của họ một loạt các linh mục, nhưng hầu hết dân chúng vẫn không được phép tham gia trực tiếp trong các nghi lễ và bị cấm vào khu vực của một ngôi đền thiêng liêng nhất. Tuy nhiên, một ngôi chùa là một địa điểm tôn giáo quan trọng cho tất cả các tầng lớp của người Ai Cập, đến đó để cầu nguyện, cúng tế, và tìm kiếm sự hướng dẫn tiên tri từ các thần ở bên trong.
Phần quan trọng nhất của ngôi đền là điện thờ, thường có ảnh thờ, một bức tượng của vị thần của đền. Các phòng bên ngoài điện thờ lớn hơn và phức tạp hơn theo thời gian, do đó, ngôi đền Ai Cập triển khai từ đền thờ nhỏ ở cuối thời kỳ Predynastic (cuối thiên niên kỷ thứ tư trước Công nguyên) thành các dinh thự bằng đá khổng lồ ở Tân Vương quốc (khoảng 1550-1070 trước Công nguyên) và sau đó. Những dinh thự này là một trong những ví dụ lớn nhất và lâu dài nhất của kiến trúc Ai Cập cổ đại, với các yếu tố được sắp xếp và trang trí theo mô hình phức tạp của các biểu tượng tôn giáo. Thiết kế điển hình của chúng bao gồm một loạt các đại sảnh, các cung điện mở, các cửa tháp lối vào lớn dọc theo con đường được sử dụng cho rước lễ hội. Ngoài ngôi đền, đúng là một bức tường bên ngoài kèm theo một loạt các tòa nhà thứ cấp. Một ngôi đền lớn cũng sở hữu những vùng đất khá lớn và sử dụng hàng ngàn giáo dân để cung cấp nhu cầu của đền. Đền thờ do đó là các trung tâm cũng như tôn giáo chính. Các linh mục quản lý các tổ chức này nắm giữ ảnh hưởng đáng kể, và mặc dù sự phụ thuộc tự xưng của họ cho nhà vua, đôi khi họ đặt ra những thách thức đáng kể đối với quyền lực của mình.
Họ vẫn tiếp tục xây dựng đền ở Ai Cập bất chấp sự suy tàn của vương quốc và mất độc lập cuối cùng dưới tay của Đế chế La Mã.Trước sự du nhập Kitô giáo, tôn giáo Ai Cập phải đối mặt với cuộc đàn áp ngày càng tăng và ngôi đền cuối cùng được xây dựng là vào năm 550 TCN. Trong nhiều thế kỷ, các tòa nhà cổ bị phá hủy và bỏ hoang. Tuy nhiên, vào đầu thế kỷ 19, một làn sóng nổ lên về quan tâm Ai Cập cổ đại tràn qua châu Âu, gia tăng quan tâm đến nền Ai Cập học và số lượng khách viếng thăm ngày càng gia tăng tham quan di tích của nền văn minh Ai Cập. Hàng chục ngôi đền vẫn tồn tại đến ngày nay, và một số đã trở thành địa điểm du lịch nổi tiếng thế giới, đóng góp đáng kể cho nền kinh tế Ai Cập. Các nhà Ai Cập học tiếp tục nghiên cứu những ngôi đền còn sót lại và phần còn lại của những đền đã bị phá hủy, vì chúng là nguồn thông tin vô giá về văn minh Ai Cập cổ đại.